# けろりの道頓 秀吉と女を争った男
『けろりの道頓 秀吉と女を争った男』（けろりのどうとん ひでよしとおんなをあらそったおとこ）は、1999年1月2日に関西テレビ制作・フジテレビ系列にて放送された特別枠の時代劇。放映時間は 22:03 - 24:00。
安土桃山時代の大阪を舞台に、道頓堀普請の大事業を行った安井道頓の生涯を描く。関西テレビ開局40周年記念番組。

## 概要
原作は司馬遼太郎の短編小説『けろりの道頓』（講談社刊、短編小説集『おれは権現』に収録）。撮影協力で、岩手県江刺市、えさし藤原の郷、えさしエキストラの会、会津若松市観光公社が参加している。
放送当日は、同じ西田が主演している映画『虹をつかむ男 南国奮斗篇』（1997年、松竹）をTBS系列で21:00から放送することがわかり関西テレビがTBS本社に出向いて『虹をつかむ男』の放送を再考するよう要請したが受け入れられなかった。
2015年2月9日には、CS放送局時代劇専門チャンネルで「没後20年 司馬遼太郎」関連作品として『日替り長編アワー』枠（13:00 - 14:45）で放送された。
制作した関西テレビでは再放送を一度も放送したことはない。また、映像ソフトの販売、動画配信サイトの配信も2023年現在行われていない。

## あらすじ
お忍びで青物市を見学していた豊臣秀吉と偶然出会った河内家の庄屋・安井道頓は、たまたま連れていた愛人・お藻を召し出すよう秀吉から命じられてしまう。
非情な命にうなだれる道頓だったが、秀吉は代わりと称して一尾の立派な緋鯉を贈ってきた。お藻に対する未練はあるものの、時の天下人の命令とあってはどうしようもないと悟った道頓は、この緋鯉をお藻の代わりに育てていこうと決心する。
ある時、緋鯉をどこか広い場所で泳がせてやろうと、道頓は東横堀川と木津川を堀で繋ぐという途方もない計画を思いついた。道頓は、時の権勢にとらわれることなく夢に向かって意志を貫くために、気が遠くなるようなこの作業を推し進めていく。

## キャスト
- 安井道頓 - 西田敏行
- おりん - 財前直見
- 安井九兵衛（後の道卜） - 筒井道隆
- 安井道卜（壮年期）・ナレーション - 上岡龍太郎
- 平野藤次 - 岩崎ひろし
- 豊臣秀吉 - 伊東四朗
- 淀君 - 阿木燿子
- 石田三成 - 小沢和義
- 片桐且元 - 仲村トオル
- 千利休 - 織本順吉
- お藻 - 木村佳乃
- 鯛 - 細川ふみえ
- 楓 - 鈴木紗理奈
- お安 - 野村佑香
- 代官所の手代 - 山田辰夫
- 青物市の物売 - 大門伍朗
- 代官 - 坂俊一

## スタッフ
- 原作 - 司馬遼太郎（短編小説集『おれは権現』に収録の『けろりの道頓』より）
- 脚本 - ジェームス三木
- プロデューサー - 山崎一彦[3]
- 演出 - 若松節朗
- 音楽 - 宇崎竜童
- 制作協力 - 共同テレビジョン
- 制作著作 - 関西テレビ放送

## 関連書籍
- 司馬遼太郎『おれは権現』講談社、東京都文京区音羽2丁目12番21号〈司馬遼太郎傑作シリーズ 第3〉、1966年12月。ASIN B000JA9JJO。 NCID BB09657912。OCLC 673170275。全国書誌番号:66012896。
  - 司馬遼太郎『おれは権現』講談社、東京都文京区音羽2丁目12番21号〈ロマン・ブックス〉、1968年。ASIN B000JA3SBO。全国書誌番号:68013307。
  - 司馬遼太郎『おれは権現』講談社、東京都文京区音羽2丁目12番21号〈講談社文庫〉、1982年12月。ASIN 4061318063。ISBN 978-4061318069。 NCID BN1535920X。OCLC 674319394。全国書誌番号:83013319。
  - 司馬遼太郎『おれは権現』（新装版）講談社、東京都文京区音羽2丁目12番21号〈講談社文庫〉、2005年4月15日。ASIN 4062750643。ISBN 978-4062750646。 NCID BA72123509。OCLC 676522524。全国書誌番号:20763989。ASIN B014QSTWLY（Kindle版）。